# Henry Padovani
Henry Padovani (Bastia, 13 d'octubre de 1952) és un autor, compositor i guitarrista francès. Va formar part grup musical The Police en el moment de la seva creació, entre el gener de 1977 fins a l'agost 1977, fins que ser reemplaçat per Andy Summers, que havia estat originalment part de la banda com a segon guitarrista. També va formar part dels grups Wayne County and the Electric Chairs i The Flying Padovani's.

## Biografia

### Joventut
Originari de Luri, Henry va començar a tocar la guitarra als 14 anys, assistint a l'atri musical de la seva escola secundària de l'Empéri, al Salon de Provence. Tres anys més tard va formar el seu primer grup, Lapsus. Es va convertir en un DJ en un club d'Ais de Provença. En 1976 es va reunir amb els Flamin' Groovies i el van proposar que anés amb ells a Londres, el que Henry va fer un temps després.

### The Police
Un cop a Londres, pensant quedar-se només unes poques setmanes, Henry va decidir quedar-se. Es va instal·lar a casa d'un amic a Islington i el va presentar a Stewart Copeland. Li va proposar crear una banda que ja tenia un nom, The Police, però els faltava un baixista que pogués cantar. Stewart va pensar en Sting (Gordon Matthew Sumner), descobert el 23 de desembre de 1976 durant un concert del grup de jazz fusió britànic Last Exit a Newcastle; Stewart odiava el grup però estimava a Sting, i precisament ell es va instal·lar a Londres. La reunió va tenir lloc poc després i la banda va començar a assajar en l'apartament de Stewart en Mayfair abans de fer les seves primeres actuacions en clubs de Londres. A principis de febrer, just un mes després, The Police va entrar al Pathway Recording Studios, un petit estudi de 8 pistes, i va gravar les seves primeres cançons, incloent el single Fall Out i Nothing Achieving.
Andy Summers es va unir a The Police al juliol de 1977, i el trio original de Sting, Padovani i Copeland, es va convertir en quartet. A principis d'agost, The Police va tocar all festival punk de Mont-de-Marsan, al costat de The Clash, The Damned, Eddie and the Hot Rods, etc. Però no hi va haver una bona relació entre Henry Padovani, prop d'esperit del moviment punk i Andy Summers, músic d'estudi aplicat, deu anys més gran, i els seus enfrontaments es van convertir en freqüents.
De tornada a Londres, la banda va entrar en l'estudi amb el productor John Cale, però les coses van malament entre John Cale i Andy Summers, fet que va augmentar la tensió entre els dos guitarristes. Finalment, Henry Padovani va deixar la banda per unir-se amb Wayne County and the Electric Chairs (que es convertirà en Mystère 5, sense Wayne County, que es va convertir en Jayne, però amb Chris Reeves cantant per a 2 senzills en Flicknife Records).

### The Flying Padovani's
El 1980, Henry Padovani va formar el seu propi grup instrumental de guitarres franco-britànic de rock The Flying Padovani's, junt amb Paul Slack i Chris Mustode, llançant el senzill Western Pasta en 1981. The Flying Padovani's van grabar dos àlbums, Font L'Enfer i They Call Them Crazy abans de dissoldre's a finals de 1987. Uns anys després va participar en un homenatge a Johnny Thunders versionant Cosa Nostra.
El 1984 es va convertir en el director i després en el vicepresident de l'IRS Records (segell de Miles Copeland, germà de Stewart Copeland i maneger de The Police). Va ser gerent del treball de R.E.M., Go-Go's, The Lords of the New Church, The Fleshtones, The Cramps, The Bangles, etc. Després de l'adquisició en 1994 de l'IRS Records pel Grup EMI, Henry Padovani es converteix, junt amb Miles Copeland, el máneger del cantant italià Zucchero durant cinc anys i, el 1998, dels I Muvrini, contribuint a la seva col·laboració amb Sting. Henry va acabar les seves activitats en la indústria de la música en 2000.
En 2002 va escriure la música per a la pel·lícula La Vie comme elle va, i a continuació, la de Ici Najac, à vous la terre (selecció oficial del Festival de Cannes 2006, nominació al Premi César de 2007), ambdues dirigides per Jean-Henri Meunier.

### En solitari
El 2005, amb el seu company Yves Aouizerate a la realització, va començar l'enregistrament del seu primer disc en solitari, A croire que c'était pour la vie, amb la participació de Sting, Stewart Copeland, Manu Katché, Steve Hunter, Glen Matlock i Chris Musto. La pista del títol de l'àlbum, Welcome Home, la va registrar amb Sting i Stewart Copeland, realitzant així de facto la reformació dels primers components del grup The Police en 1977.
Mentrestant, Henry Padovani va començar a escriure la seva autobiografia que relata el seu debut amb The Police i els seus anys bojos dels períodes punk i post-punk en l'etapa de Londres, on es va reunir amb alguns dels seus personatges més emblemàtics (Pete Townshend, The Pretenders, Blondie, The Stray Cats). El mateix any va llançar el documental Flying Padovani, d'Andre Mariaggi, que tracta amb el personatge de Henry en la seva relació amb la música, la família i Còrsega.
La seva autobiografia Secret Police Man va ser publicada en 2006 per Groupe Flammarion en versió francesa i anglesa..
Jean-Henri Meunier va realitzar per Arte una pel·lícula basada en les 15 cançons del seu àlbum A croire que c'était pour la vie, pel·lícula dissenyada com una mena de road movie poètic. Des de maig de 2007, els joves realitzadors Lionel Guedj i Stéphane Bébert van treballar en un documental complet sobre la vida d'Henry, Rock'n'roll...Of Corse, on se va retrobar amb Sting, Stewart Copeland, Miles Copeland, Kim Wilde Mick Jones, Topper Headon, etc.
A finals de 2006, de The Flying Padovani's va anunciar la seva reformació per anar a tocar al Fuji Rock Festival (Japó) i va planejat el llançament d'una caixa de col·leccionista, Three for Trouble, on s'incloïa pistes exclusives i vídeos de concerts filmats a Londres a principis del 1980. El llançament previst a la tardor de 2007 va ser acompanyat d'un viatge del grup.
A l'abril de 2007, l'àlbum A croire, que estava destinat per als Estats Units, va trobar un cert ressò a la ràdio i a la premsa. La seva venta en el mercat anglès, escandinau i francés està prevista per a la tardor. Henry va tornar als escenaris, de vegades només amb una guitarra elèctrica, de vegades amb alguns amics, com amb el grup Shelby o amb els The Flying Padovani's.

### En l'actualitat
Henry va publicar un llibre a l'abril de 2006, «Secret Police Man» (El policia secret) en el qual narra multitud d'anècdotes de l'habitual estil de vida londinenca de finals de la dècada dels 70 (sexe, drogues i rock'n 'roll) i les primera etapes amb The Police.
La reformació del grup The Police, amb la gira mundial (The Police Reunion Tour) que el va acompanyar i la sortida del disc Best of Police (amb el primer títol del primer senzill de la banda, Fall Out, gravat en 1977 per Henry, Sting i Stewart Copeland), va donar un veritable centre d'atenció sobre el retorn de la música d'Henry Padovani i l'existència d'aquest «secret Police Man» que molts descobreixen en aquesta ocasió i que comencen a conèixer al llarg de les seves moltes entrevistes del moment (CNN, BBC, Europe 1, Thierry Ardisson, etc.). El 29 i 30 de setembre de 2007, amb motiu de la gira de la reformació de The Police, Henry Padovani es va unir amb els altres membres del grup a l'escenari al Stade de France. Tots ells van finalitzar els dos concerts interpretant Next to you com a quartet.
Entre 2007 i 2009, Henry Padovani puja regularment a l'escenari amb el seu amic Rachid Taha i els Flying Padovani's, ara anomenats «The Kings of Instrumental Rock», que toquen molt en Anglaterra, Bèlgica, Àustria i Japó (Fuji Rock Festival).
A finals de 2009, Henry Padovani va començar una gira de concerts en solitari, cantant només amb 2 guitarres, a Singapur, Austràlia i Nova Zelanda. La pel·lícula de Lionel Guedj i Stephane Bebert es presenta en aquesta ocasió en versió de treball. El gener de 2010, la pel·lícula Rock'n'Roll...Of Corse! està finalment acabada i obté una selecció oficial al Festival de Cannes. Al maig, Henry puja les escales del festival agafat del braç de la seva filla de Fédora i els Flying Padovani's van proporcionar un memorable concert a la platja del Majestic abans de presentar la pel·lícula en una pantalla gegant a la platja. La pel·lícula va arribar als cinemes al setembre del 2016.
Al maig de 2010, durant el judici de la cantant corsa Patrizia Gattaceca, acusada al novembre de 2007 d'albergar als criminals d'un grup terrorista com a part de la recerca d'Yvan Colonna, Henry Padovani organitza a Le Réservoir de París un concert excepcional de suport. El concert va ser filmat pel cineasta cors Magè Ettori per France 3 Corse. Patrizia Gattaceca dir: 
| « | Aquest és un moment molt important per a mi, amb Henry Padovani, avui he estat en la escena parisenca i en el meu públic, la meva detenció no em permet sortir de l'illa. M'encanta Le Réservoir i el seu esperit de rock i barroc. | » |

A continuació, Henry Padovani va ser elegit per formar part del jurat del programa Factor X de França, emès en M6 i RTL-TVI a la primavera de 2011. Ell entrena als candidats de la categoria «Groupe», que ell considera com la més difícil, i jutja les seves actuacions al costat de Christophe Willem, Véronic Dicaire i Olivier Schultheis. Va ser durant els assajos per al rodatge de la sèrie que Henry s'assabenta de la seva mort del seu pare John el 25 d'abril. Al mateix temps que l'emissió, Henry es dedica a l'enregistrament d'un àlbum a l'estudi Smokehouse de Londres, gravant principalment en acústica (guitarra, veu i directe en l'estudi) amb diverses noves cançons. Registra a l'antiga, en analògic, i el disc va ser publicat en 2015.
El 14 de gener de 2012, Henry va rebre la medalla d'or de la ciutat de Nancy, entregada per André Rossinot, exministre i alcalde de Nancy, per la seva participació des de 2006 en l'associació de Nancy Un pas vers les seniors (un pas cap a la tercera edat) i en l'operació Le fil d'argent (el fil de plata), que treballa per millorar l'accés a la cultura i l'oci de la gent gran.
Mentrestant, Henry prepara el grup parisenc Marilou et les garçons en l'enregistrament de vuit cançons originals per a la banda sonora de la pel·lícula de Laurent Chollet Cinéphiles de notre temps. S'enregistren i produeixen aquests vuit títols amb el LMS mobile, el llegendari estudi mòbil de Ronnie Lane per emular els sons de la dècada del 1940 a la dècada del 1980. Henry també produeix l'àlbum del grup de Bath (Anglaterre) Peyote amb el LMS mobile i continua amb la realització de la realització de l'album del Blondes, grup Christine Lidon (Les Bandits), amb el qual sovint tocaven junts a l'escenari.
Henry toca el 7 de juny de 2013 al velòdrom de Berlín, abans de les eleccions a l'Iran, al concert Hope organitzat per donar suport a la democràcia en aquest país. Interpreta tres cançons, Nature Boy de Nat King Cole, I Love Today especialment escrita per a l'ocasió, i una versió de blues de Rien de rien, acompanyat per a l'ocasió per una orquestra simfònica. Després va realitzar una llarga gira acústica en solitari que el va portar a Rússia, Itàlia, Japó, Anglaterra i finalment al Brasil. El 2014 va aprofitar per a tocar a la plaça Pascal Paoli, a L'Ìsula, el seu primer concert a Còrsega.
Al setembre de 2016, amb motiu de l'estrena de la pel·lícula Rock’n'roll… Of Corse! Padovani apareix sovint en la ràdio i televisió francesa. A l'octubre de 2016, va anar al teatre de Bastia amb Rock’n'roll… Of Corse! que va fer d'obertura del festival Arte Mare.
El 12 de novembre de 2016, Henri Padovani es va unir amb Sting en l'escenari del Bataclan per interpretar la cançó Next to you en el concert de reobertura, tancada durant gairebé un any després dels atacs terroristes que van afectar Paris el 13 de novembre del 2015.

## Discografia
- Fall Out / Nothing Achieving (1977) amb The Police.
- The Electric Chairs (1978) amb Wayne County and the Electric Chairs.
- Storm the Gates of Heaven (1979) amb Wayne County and the Electric Chairs.
- Things Your Mother Never Told You (1980) amb Wayne County and the Electric Chairs.
- J' attends les marines / So many ways amb The Electric Chairs.
- Va plus haut / Western Pasta amb The Flying Padovani's.
- Font l'enfer amb The Flying Padovani's.
- They Call Them Crazy amb The Flying Padovani's.
- Johnny Thunders tribute, compilació d'homnatge a Johnny Thunders.
- À croire que c'était pour la vie (2006), The Flying Padovani's, album en solitari amb Sting, Stewart Copeland, Steve Hunter, Manu Katché, Chris Musto.
- Three for trouble (2007), col·lecció completa de Flying Padovani's, amb inèdits, i vídeos de concerts.
- I Love Today (2016).